# Henri Zislin
Henri Louis Constantin Zislin (né le 16 juin 1875 à Mulhouse, alors rattachée à l'Allemagne ; mort le 5 mai 1958 dans le 11e arrondissement de Paris) est un journaliste et un caricaturiste politique dont toute l’œuvre est animée d'un patriotisme alsacien indéfectible.

## Biographie

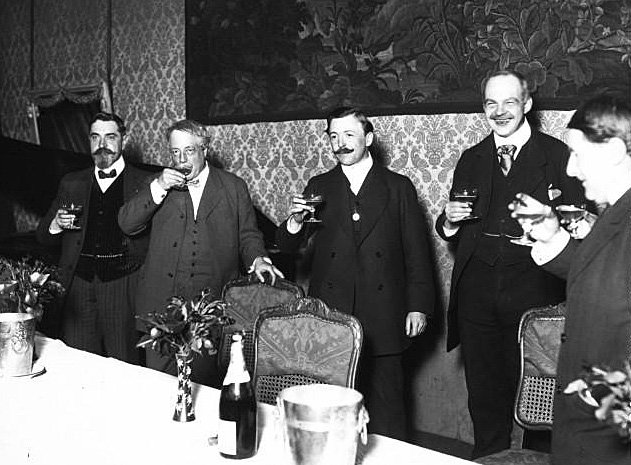
Arrivée de Zislin à Paris, entre Hansi et Wilette (1911).

Fils de Constantin Zislin, né à Sausheim, et de sa femme Louise, née Würth,  il fut le camarade de classe d’Albert Schweitzer puis développa ses talents à l'école de dessin de la société industrielle de Mulhouse et étudia le dessin industriel avant de travailler dans l'atelier de dessin industriel de son père. À partir de 1903, il commença ses caricatures politiques dans le magazine D'r Klapperstei (allusion au Klapperstein, « pierre des bavards », supplice moyenâgeux « bien connu des mauvaises langues ; Quiconque prendra plaisir à la dispute et à la querelle, [la] portera à travers la ville »), qui devait paraitre jusqu'en 1905. Autodidacte, il acquit par lui-même les compétences artistiques nécessaires. En 1905, il publia la brochure Das Elsass als Bundesstaat (L'Alsace en tant qu'État fédéral) dans laquelle il réclamait l'autonomie de sa région natale. La brochure fut interdite et Zislin fut condamné à une première peine de prison, peines qu’il enchaîna alors sans discontinuer. En France on le célébra comme un héros pour s’être engagé en faveur de la liberté de la presse et pour l'idée de l'Alsace française et il y devint plus célèbre que dans son pays d’origine. De 1907 à 1914 il publia une revue de douze pages intitulée Dur's Elsass : Humoristisch-satirisch Wucheblättle
 (À travers l’Alsace). Chacune des 190 livraisons comptait de dix à douze dessins de lui et ce travail lui valut d’être emprisonné six fois. 300 des caricatures publiées dans la revue ont été reprises dans  Sourires d'Alsace, livre qu'il publie à Paris, aux  "Marches de l'Est", (s. d.), avec une lettre-préface de Paul Déroulède (datée de 1913). - Pendant la Première Guerre mondiale, il travailla pour les rapports de guerre de l'armée française imprimés à l’intention de la population alsacienne. Sur les 194 éditions, il réalisa 156 pages de couverture - pour la plupart des aquarelles. Durant le conflit, il illustre également de nombreuses cartes postales humoristiques. Après la guerre, il fit des caricatures contre le mouvement autonomiste alsacien. Dans l'Alsace désormais française, il trouvait que la lutte pour l'autonomie qu'il avait soutenue sous la domination allemande n’avait plus de raisons d’être.
Ses dessins utilisaient les clichés habituels de son époque ; ils montraient des Allemands mal habillés avec  barbe et lunettes d’or  et c’étaient toujours eux qui mouraient ; jamais les Français, toujours vêtus avec élégance. Par ses objectifs, il était très proche de Hansi, son ainé de deux ans. On a rapproché son style de celui de Caran d'Ache. À Mulhouse, une rue porte son nom.

## Hommages
- Il a été décoré de la Légion d'honneur.
- Une rue de Mulhouse porte son nom.
- La façade de son domicile parisien, au 50 du boulevard du Temple, porte une plaque commémorant son souvenir.